# Козеброди
Козеброди (пол. Koziebrody) — село в Польщі, у гміні Рацьонж Плонського повіту Мазовецького воєводства.
Населення — 576 осіб (2011).
У 1975-1998 роках село належало до Цехановського воєводства.

## Демографія
Демографічна структура станом на 31 березня 2011 року:
|          | Загалом | Допрацездатний вік | Працездатний вік | Постпрацездатний вік |
| -------- | ------- | ------------------ | ---------------- | -------------------- |
| Чоловіки | 296     | 56                 | 198              | 42                   |
| Жінки    | 280     | 47                 | 157              | 76                   |
| Разом    | 576     | 103                | 355              | 118                  |